# Hero Realms
Hero Realms est un jeu de société créé par Darwin Kastle et Robert Dougherty en 2016 et édité par Wise Wizard Games aux États-Unis et par Iello en France. C'est un jeu de deck-building, pour 2 joueurs hors extension, à partir de 12 ans et durant environ 20 minutes. Le jeu, commencé sur Kickstarter en 2016, utilise la mécanique de Star Realms des mêmes auteurs, mais dans un univers d'Heroic fantasy.

## Histoire
Le jeu prend place à Thandar, un ancien comptoir créé par un empire à sa frontière afin d'instaurer la paix par le commerce, devenu depuis une tentaculaire cité-état. La ville est maintenant le repère de toutes les espèces et nations du monde connu.
Quatre factions différentes se dégagent dans la ville :
- Faction de la Guilde, qui favorise le commerce ;
- Faction des Nécros, culte qui vénère les démons ;
- Faction Impériale, qui conserve ses traditions militaires ;
- Faction Sauvage, qui regroupe les races non-humaines vivant dans le contrées sauvages en dehors des limites de l'empire.

Les joueurs un jouent chacun un héros en concurrence avec les autres et doit les vaincre pour sortir vainqueur.

## Matériel

### Jeu de base
Sorti en France en hiver 2018, le jeu de base comprend 144 cartes :
- 4 decks de départs de 12 cartes chacun ;
- 20 cartes pour la faction de la Guilde ;
- 20 cartes pour la faction des Nécros ;
- 20 cartes pour la faction Impériale ;
- 20 cartes pour la faction Sauvage ;
- 16 cartes gemmes de Feu.

### Extensions

#### Decks de Héros
La même année sortent cinq decks de Héros composés chacun de 15 cartes spécifiques à chacune des cinq classes de personnage :
- Guerrier ;
- Clerc ;
- Archer ;
- Voleur ;
- Sorcier.

Ces decks améliorent le système de jeu tout en lui apportant une dimension asymétrique.

#### Decks de Boss
En mars 2019 sortent deux decks de Boss composés chacun de 30 cartes spécifiques :
- Dragon ;
- Liche.

Ces decks permettent à plusieurs joueurs de former une équipe, contre un dernier joueur contrôlant le boss. Il est également possible de jouer un boss contre un autre boss.

#### Decks de Campagne
Deux decks de campagne sont sortis en français à ce jour :
- La Ruine de Thandar, sorti en juin 2019 et composé de 150 cartes de jeu et 8 grandes cartes Maître ;
- Le Village Perdu, sorti en septembre 2021 et composé de 88 cartes de jeu et 12 grandes cartes Maître et 2 grandes cartes Défi (l'Hydre et Tibus).

Ces decks permettent à plusieurs joueurs de jouer en mode coopératif dans une série de trois affrontements chacun. Chaque joueur doit posséder un deck de Héros et pourra le faire évoluer entre chacun de ces affrontements. Le Village Perdu étant la suite de La Ruine de Thandar, les joueurs pourront donc garder les évolutions acquises lors de la première campagne pour faire la seconde. Ces decks de campagne peuvent être également joués en solo.
Chaque campagne est également accompagnée d'un livret d'aventures qui scénarise les affrontements et permet une rejouabilité avec des embranchements différents.

#### Decks Périples
En février 2022 sortent quatre decks composés chacun de 12 cartes :
- Voyageurs ;
- Chasseurs ;
- Conquête ;
- Découverte.

Ces decks proposent de nouvelles cartes pour diversifier le jeu de base et donnent également des objectifs secrets aux joueurs.

#### Deck Ascendance
En février 2022 sort également un deck composé de 20 cartes qui permet d'ajouter une lignée au personnage, ce qui lui ajoute des nouveaux bonus mais aussi des malus. Les cinq ascendances possibles sont :
- Nain ;
- Elfe ;
- Ogre ;
- Orque ;
- Halfelin.

### Accessoires
Un tapis de jeu à l’effigie d'Hero Realms ainsi qu'un Coffret Héroïque permettant de ranger le jeu avec toutes les extensions ont également été édités.

## Récompenses
- Nommé pour le meilleur jeu à 2 joueurs au Golden Geek en 2016[1] ;
- Nommé pour le meilleur jeu de cartes au Golden Geek en 2016[2] ;
- Nommé pour le meilleur jeu de cartes au Origins Award en 2018 ;
- Élu meilleur jeu de cartes des fans au Origins Award en 2018.

Le jeu reçoit des notes généralement positives tant par les sites spécialisés que par les notes des joueurs,.